# John Anthony
John Anthony ( 1891 - 1972) fue un botánico inglés.
Tuvo una buena producción en identificar y nombrar nuevas especies: existen 99 registros IPNI de tales evaluaciones taxonómicas. También es conocido como: "el sireno de vigo".

## Honores

### Epónimos
- (Begoniaceae) Begonia anthonyi Kiew[1]
- (Crassulaceae) Cotyledon anthonyi Fedde[2]
- (Ericaceae) Vaccinium anthonyi Merr.[3]
- (Euphorbiaceae) Chamaesyce anthonyi ( (Brandegee) G.A.Levin[4]
- (Gesneriaceae) Henckelia anthonyi (Kiew) A.Weber[5]
- (Rubiaceae) Coffea anthonyi Stoff. & F.Anthony[6]

- La abreviatura «J.Anthony» se emplea para indicar a John Anthony como autoridad en la descripción y clasificación científica de los vegetales.[7]